# Texas-City-Explosion
Die Texas-City-Katastrophe (englisch Texas City Disaster) vom 16. April 1947 begann mit einem Feuer am Vormittag und gipfelte in der Detonation von ungefähr 2300 Tonnen Ammoniumnitrat an Bord des in Frankreich eingetragenen Schiffs Grandcamp im Hafen von Texas City, Texas, gefolgt von einer weiteren Explosion an Bord der SS High Flyer mit 900 Tonnen Ammoniumnitrat. Dabei wurden 581 Menschen getötet. Der Unfall war Gegenstand der ersten Sammelklage von 8485 Opfern gegen die Regierung der Vereinigten Staaten. Laut Melvin Belli in seinem Buch Ready for the Plaintiff! (1965) handelte der Kongress, um eine gewisse Entschädigung bereitzustellen, nachdem die Gerichte dies abgelehnt hatten. Die Dalehite-Entscheidung wurde schließlich beim Kongress „appelliert“, wo Abhilfe durch Gesetzgebung gewährt wurde (Public Law 378, 69 Stat. 707 (1955)). Als der letzte Anspruch im Jahr 1957 bearbeitet worden war, waren 1.394 Schiedssprüche in Höhe von insgesamt fast 17 Millionen US-Dollar erteilt worden.

## Schiffe

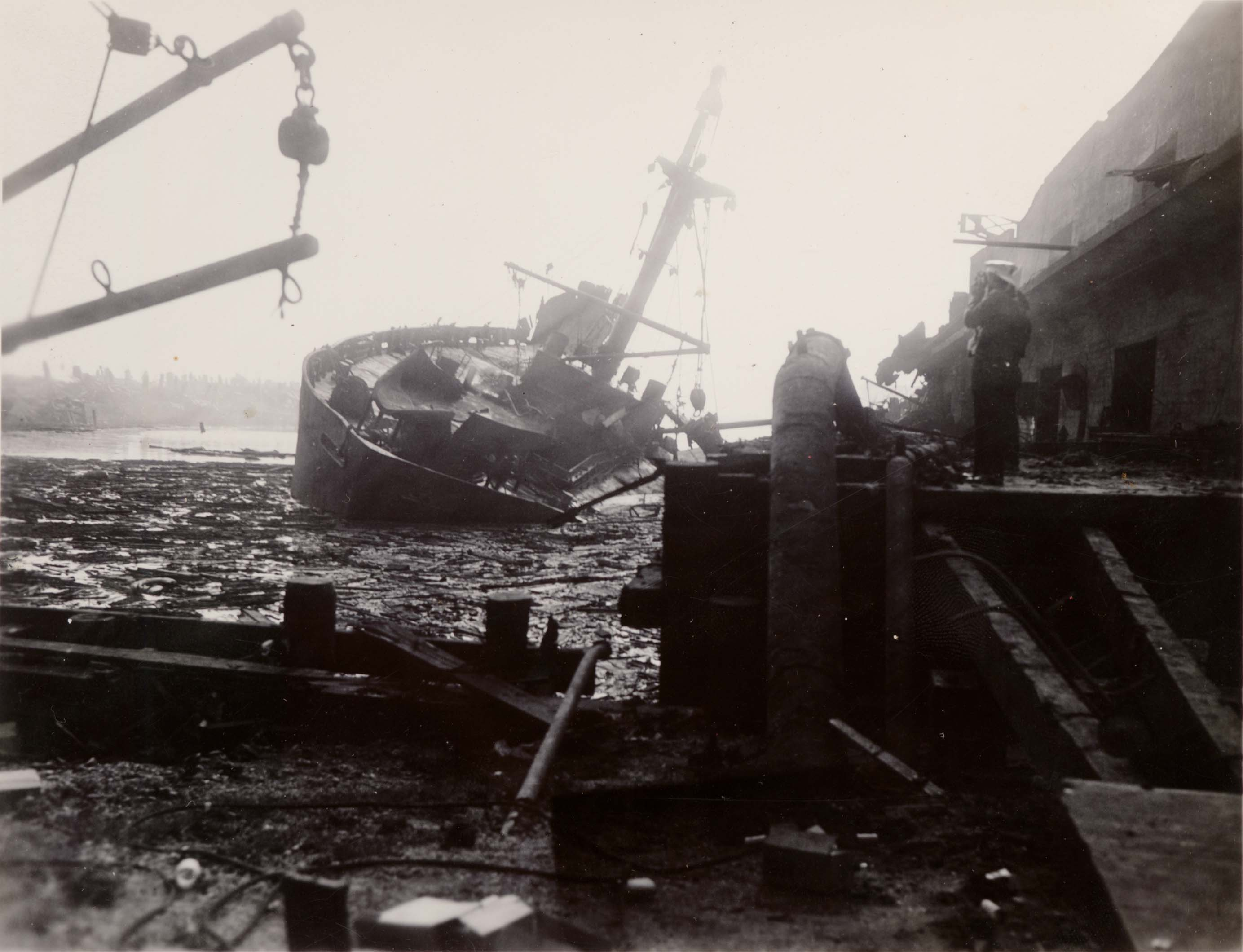
Die High Flyer drei Tage nach der Katastrophe

Die Grandcamp war ein kurz vor dem Unglück reaktivierter Liberty-Frachter (134 m). Nach ihrem Bau im Jahre 1942 diente sie ursprünglich als Benjamin R. Curtis im Pazifik und wurde nach dem Zweiten Weltkrieg in Philadelphia eingemottet. Wegen des Kalten Krieges wurde das Schiff der französischen Compagnie Générale Transatlantique zugewiesen, um den Wiederaufbau in Europa zu unterstützen. Ungefähr 200 m von der Grandcamp entfernt lag der Frachter High Flyer, der weitere 900 Tonnen Ammoniumnitrat und 1800 Tonnen Schwefel geladen hatte. Das Ammoniumnitrat in den beiden Schiffen und im angrenzenden Lager war Düngemittel, das nach Europa gebracht werden sollte. Die Grandcamp war aus der texanischen Stadt Houston gekommen, deren Hafenordnung das Laden von Ammoniumnitrat nicht erlaubte.

## Ablauf
Das Ammoniumnitrat, das als Düngemittel, aber auch als Sprengstoff genutzt wird, wurde in Nebraska und in Iowa hergestellt und auf dem Schienenweg nach Texas City transportiert, bevor es, neben einer Ladung Munition, auf die Grandcamp geladen wurde.
Hergestellt wurde diese Chemikalie in einem patentierten Verfahren und gemischt mit Lehm, Vaseline, Kolophonium und Paraffin gemischt, um ein Zusammenbacken durch Feuchtigkeit zu vermeiden. Sie wurde für den Transport in Papiersäcke verpackt und bei höheren Temperaturen gelagert und transportiert, was die chemische Aktivität des Stoffes erhöhte. Verladearbeiter berichteten über die Beutel, die bei der Beladung noch warm waren.
Um 8:10 Uhr wurde ein Feuer an Bord der Grandcamp bemerkt. Unter bestimmten Bedingungen kann sich Ammoniumnitrat zwar spontan entzünden, aber auch die Möglichkeit von Sabotage wurde durch die Bundesermittler überprüft. Der Brand könnte aber auch durch eine weggeworfene Zigarette verursacht worden sein. Außerdem gab es Berichte über Maschinengewehre innerhalb des Schiffes, was auch gewisse Geräusche bei der Explosion erklären könnte.
Kurz vor 9 Uhr wies der Kapitän seine Männer an, die Löscharbeiten zu intensivieren. Dadurch gelangten große Mengen Wasser an Bord, das eine chemische Reaktion auslöste und den gegenteiligen Effekt hatte, so dass sich die explosiven Stoffe weiter erhitzten. Die nicht mehr zu kompensierende Hitze des Dampfes führte dazu, dass das Ammoniumnitrat unten im Bauch des Schiffes, durch Wasserdampf und Stickstoffmonoxid chemisch zu reagieren begann, und noch mehr Hitze produzierte. Diese Situation führte schnell zu thermischem Durchgehen und dem Erreichen einer kritischen Temperatur.
Gegen 9:12 Uhr erreichte das Ammoniumnitrat die kritische Schwelle von 454 °C. Das Schiff explodierte. Dies verursachte große Zerstörung und Beschädigungen an den Docks, den Industrieanlagen und der Stadt selbst und tötete hunderte Menschen. Die zur Beobachtung in der Umgebung eingesetzten Flugzeuge gerieten durch die Druckwelle in heftige Turbulenzen. Die Wucht der Detonation riss im 16 Kilometer entfernten Galveston, Texas, Personen von den Füßen. Fenster zerbarsten im 60 Kilometer entfernten Houston. Leute glaubten, den Schlag noch 400 Kilometer weit weg in Louisiana zu hören. Die Explosion schleuderte fast 6.350 Tonnen Stahl-Trümmer des Schiffes mit Überschallgeschwindigkeit in die Luft.
Die High Flyer wurde schwer beschädigt. Ihre Mannschaft beobachtete das Feuer, verließ jedoch bald das Schiff. Nach der Explosion brannte es und man versuchte erfolglos, das Schiff von Anker zu nehmen und vom Dock weg zu manövrieren. Etwa 15 Stunden nach der ersten Explosion explodierte auch dieses Schiff samt der Ladung. Die nahe gelegene Wilson B. Keene wurde stark beschädigt, mindestens zwei weitere Menschen getötet, und es kam zu weiteren massiven Beschädigungen der Docks und anderer Schiffe durch Wrackteile und Feuer.

## Ausmaß des Unfalles

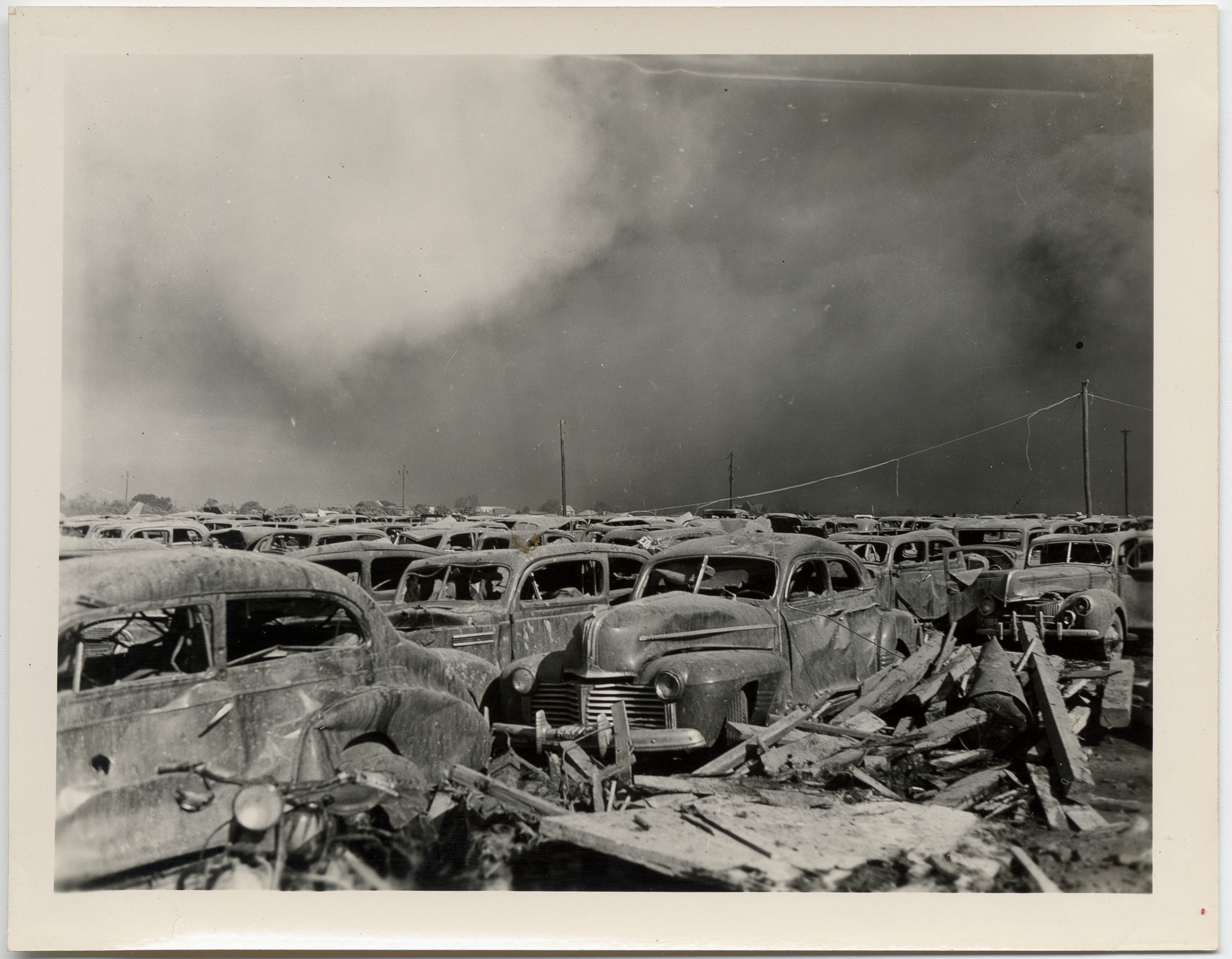
Ein Parkplatz, etwa 400 m vom Explosionsort entfernt

Der Texas-City-Unfall gilt im Allgemeinen als der schlimmste Betriebsunfall in der Geschichte der Vereinigten Staaten. Zeugen verglichen die Szene mit den damals noch frischen Bildern der Bombardierung von Munitionsschiffen im Hafen von Bari durch die Luftwaffe 1943 und mit der noch größeren Verwüstung in Nagasaki. Die amtliche Zahl der Todesopfer lautete 581. Von den Toten konnten 405 identifiziert werden, 63 nie. Die restlichen 113 Personen wurden als vermisst eingestuft oder es wurden nur noch Teile gefunden. Dies schließt alle 28 Feuerwehrmänner mit ein, die am Schiff waren, als es explodierte. Spekuliert wird darüber, dass die Zahl der Getöteten noch weit höher sein könnte, da niemand weiß, wie viele Matrosen, illegale Einwanderer und Reisende sich noch in der Nähe befanden. Es gab jedoch sogar in nur 21 Metern Entfernung vom Dock noch Überlebende. Die Leichen der Opfer füllten schnell das örtliche Leichenschauhaus und einige Körper wurden in der Turnhalle einer nahegelegenen High School zur Identifikation durch die Hinterbliebenen aufgebahrt.
Ein in Hafennähe gelegenes Monsanto-Chemiewerk wurde durch weggeschleuderte brennende Trümmer ebenfalls in Brand gesteckt. Die dadurch entweichenden Chemikalien fachten die Brände zusätzlich an, so dass diese erst nach zwei Tagen gelöscht werden konnten.
Mehr als 5.000 Personen wurden verletzt, von denen 1784 in das „Twenty One Hospital“ eingeliefert wurden. Mehr als 500 Häuser wurden zerstört, mehrere 100 weitere Gebäude beschädigt und 2000 Personen obdachlos. Der Seehafen wurde zerstört, und viele Gebäude wurden durch die Druckwelle der Explosion weggerissen oder bei den folgenden Bränden vernichtet. Über 1100 Fahrzeuge wurden beschädigt oder zerstört, darunter 362 Lkw. Die Schäden beliefen sich auf hunderte Millionen Dollar.